# Ceraturgus elizabethae
Ceraturgus elizabethae är en tvåvingeart som beskrevs av Clement Samuel Brimley 1924. Ceraturgus elizabethae ingår i släktet Ceraturgus och familjen rovflugor. Inga underarter finns listade i Catalogue of Life.